# Noturus flavus
Noturus flavus es una especie de peces de la familia Ictaluridae en el orden de los Siluriformes.

## Morfología
• Los machos pueden llegar alcanzar los 31 cm de
longitud total.

## Distribución geográfica
Se encuentran en Norteamérica.